# Hydractinia symbiolongicarpus
Hydractinia symbiolongicarpus är en nässeldjursart som beskrevs av Buss och Yund 1989. Hydractinia symbiolongicarpus ingår i släktet Hydractinia och familjen Hydractiniidae. Inga underarter finns listade i Catalogue of Life.